# Myiothlypis
A Myiothlypis a madarak osztályának verébalakúak (Passeriformes) rendjébe és az újvilági poszátafélék (Parulidae) családjába tartozó nem.
Besorolásuk vitatott, egyes rendszerezők a Basileuterus nembe sorolják ezeket a fajokat is.

## Rendszerezés
A nembe az alábbi 15 faj tartozik:
- Myiothlypis roraimae vagy Basileuterus roraimae
- Myiothlypis bivittata vagy Basileuterus bivittatus
- Myiothlypis chrysogastra vagy Basileuterus chrysogaster
- Myiothlypis conspicillata vagy Basileuterus conspicillatus
- Myiothlypis coronata vagy Basileuterus coronatus
- Myiothlypis fraseri vagy Basileuterus fraseri
- Myiothlypis luteoviridis vagy Basileuterus luteoviridis
- Myiothlypis leucophrys vagy Basileuterus leucophrys
- Myiothlypis flaveola vagy Basileuterus flaveolus
- Myiothlypis leucoblephara vagy Basileuterus leucoblepharus
- Myiothlypis griseiceps vagy Basileuterus griseiceps
- Myiothlypis fulvicauda vagy Basileuterus fulvicauda
- Myiothlypis rivularis vagy Basileuterus rivularis
- Myiothlypis nigrocristata vagy Basileuterus nigrocristatus
- Myiothlypis signata vagy Basileuterus signatus